# 町野幸宣
町野 幸宣 （まちの ゆきのぶ、元和3年（1617年） - 元禄14年9月25日（1701年10月26日））は、江戸時代の旗本。
斎藤利宗の三男で、初名は幸長。町野幸和の婿養子となり幸宣と改名した。新次郎、左近、助右衛門（断家譜では助左衛門）。壱岐守。
万治元年（1658年）9月、内藤政吉・秋山正房・近藤用将とともに江戸中定火之番（定火消）を命ぜられた。万治2年（1659年）1月4日、江戸の上野東照宮の前で4代将軍徳川家綱臨席のもと、同職の定火消と出初式を挙行した。これが日本における出初式の始まりである。寛文元年（1661年）7月、書院番頭に昇進し、従五位下、壱岐守に叙任された。
領地を甲斐国5000石より相模国内5000石に移される。延宝2年（1674年）、海老名郷大谷村などの領主となり、農民の年貢を重くし、子の町野幸重の代にさらに厳しくした。（「鈴木三太夫」項目参照）
春日局の甥にあたる。